# Synodus capricornis
Anoli à Capricorn
Espèce
Statut de conservation UICN

 LC  : Préoccupation mineure
 2 mars 2015 
Synodus capricornis, l’Anoli à Capricorn est une espèce de poissons de la famille des Synodontidae.

## Systématique
L'espèce Synodus capricornis a été décrite pour la première fois en 1978 par le zoologiste américain Roger Frank Cressey (d) (1930-2001) et l'ichtyologue américain John Ernest Randall (1924–2020),.

## Distribution
Cette espèce se croise dans la zone intertropicale, dans l'Océan Pacifique et plus particulièrement à proximité des zones côtières.

## Description
Synodus capricornis peut mesurer jusqu'à 21 cm et dont l'holotype est une femelle de 13,13 cm.
Cette espèce se trouve principalement à le plancher océanique près des côtes, à des profondeurs variant généralement de 20 à 40 m, bien qu'elle puisse être trouvée jusqu'à 88 m.

## Étymologie
Son épithète spécifique, capricornis, fait référence à son lieu de découverte près du Tropique du Capricorne.

## Comportement

### Proies
Comme la plupart des poissons lézard, Synodus capricornis chasse en embuscade tapis sur le fond marin, en attendant le passage d'une proie, bien qu'il ait été également observé en train de remonter à mi-fond pour capturer des jeunes Decapterus macarellus.

## Publication originale
- Biological Society of Washington, Smithsonian Institution, Proceedings of the Biological Society of Washington (revue scientifique), Biological Society of Washington, Washington.